# La finta giardiniera
La finta giardiniera (deutsch: Die verstellte Gärtnerin oder Die Gärtnerin aus Liebe) ist eine Oper von Wolfgang Amadeus Mozart in drei Akten (KV 196) unter der Gattungsbezeichnung Dramma giocoso. Der Text der ursprünglichen Fassung von 1775 stammt vermutlich von Giuseppe Petrosellini. 1780 erschien eine deutsche Singspielfassung von Johann Franz Xaver Stierle, die offensichtlich von Mozart autorisiert war.

## Inhalt

### Vorgeschichte
In einem heftigen Streit hat der Graf Belfiore seine Geliebte, die Marchesa Violante, aus Eifersucht mit einem Dolch schwer verletzt. Er glaubt sogar, sie eventuell getötet zu haben. Seit jenem Vorfall haben die beiden sich nicht mehr gesehen.

### Erster Akt
Ein Jahr später, Schloss und Garten des Podestà
Die Marchesa Violante Onesti, die den Grafen Belfiore noch immer nicht vergessen kann, hat sich als Gärtnerin Sandrina verkleidet und am Hofe des Podestà anstellen lassen, weil sie von einem Gerücht gehört hatte, Graf Belfiore halte sich in dieser Gegend auf. Begleitet wird sie dabei von ihrem Diener Nardo, der sich als ihr Bruder ausgibt.
Der Podestà, der amourösen Abenteuern mit hübschen jungen Frauen in seinen Diensten nicht abgeneigt ist, hat sich in Sandrina verliebt und damit die Magd Serpetta tief verletzt, um die er sich noch vor kurzem bewarb. Nardo hat sich wiederum in Serpetta verliebt, wird von dieser jedoch nicht beachtet.
Arminda, die Nichte des Podestà trifft ein, um ihren Bräutigam, den ihr fremden Grafen Belfiore, kennenzulernen. Der Podestà ist stolz, dadurch Onkel eines Grafen werden zu können. Arminda ahnt nicht, dass Ramiro, Nachbar des Podestà und Armindas Jugendliebe, voller Verzweiflung und Wut auf sie wartet.
Als Belfiore eintritt, ist Arminda sofort verliebt und kann es nicht mehr erwarten, endlich Gräfin zu werden. Als dann auch Sandrina eintritt und Belfiore sieht, erkennen sich die beiden wieder, was große Wirren im Hause des Podestà auslöst.

### Zweiter Akt
Daselbst, später Steinbruch
Das Zusammensein der zerstrittenen Liebespaare im Hause des Podestà ist quälend. Da sie sich von ihrem Geliebten betrogen fühlt, gibt sich Sandrina nicht als Marchesa Violante Onesti zu erkennen. Ein Schreiben des Hohen Rates in Mailand trifft ein. Es befiehlt dem Podestà, den Grafen zu inhaftieren, da dieser verdächtigt wird, die Marchesa Violante Onesti getötet oder entführt zu haben. Um den Grafen zu retten, gibt sich Sandrina als Violante zu erkennen, leugnet es diesem gegenüber unter vier Augen aber sofort wieder ab, weil er Arminda heiraten wird, und flieht aus dem Haus.
Nardo und Belfiore folgen ihr, der Podestà, der jetzt voller Stolz „die Staatsgewalt“ vertritt, ebenso. Serpetta geht hinterher und beschließt, Nardo zukünftig mehr Aufmerksamkeit zu schenken, da er als Bruder Sandrinas ja auch ein Graf sein müsse. Schließlich folgt auch Ramiro mit Polizeigefolge in der Hoffnung, durch Richtigstellung der Wirren die Hochzeit zwischen Belfiore und Arminda verhindern zu können. Am Ende verlässt auch Arminda das Haus.
So gelangen alle nachts und bei fürchterlichem Wetter in einen gefährlichen Steinbruch, in den sich Sandrina geflüchtet hat. Da kein Licht in die verwirrten Beziehungen kommt, kehrt sich schließlich alle Wut gegen Sandrina und Belfiore. Beide geraten in einen verrückten Geisteszustand und behaupten von sich, Merkur bzw. Medusa und Erminia zu sein. Die beiden werden gefangen genommen und im Hause des Podestà eingesperrt.

### Dritter Akt
Haus und Garten des Podestà
Nardo hat die Wächter betrunken gemacht und sich so der Schlüssel bemächtigt, um Sandrina und Belfiore zu befreien. Als ihn Serpetta in dieser Situation mit einer unzweideutigen Einladung überrascht, muss er sie leider abweisen.
Der Podestà bemerkt die Flucht und sieht sich zunehmend weniger in der Lage, der politischen Verwicklungen sowie der Begehrlichkeiten der Liebenden in seinem Hause Herr zu werden.
Ramiro zeigt Arminda die Ernsthaftigkeit seiner Empfindungen, als er sich ein weiteres Mal bitter über den Verrat der gemeinsamen Liebe beklagt, und kann sie endlich beeindrucken. Violante und Belfiore werden in den Garten ihrer verlorenen Liebe gerufen und beschließen einen Neuanfang, nachdem Belfiore Violante von der Tiefe seiner Gefühle überzeugen konnte.
Ein neues Schreiben aus Mailand mit der Aufforderung, sofort mit Violante und Belfiore vor dem Hohen Rat zu erscheinen, bringt den Podestà an den Rand der Verzweiflung. Das Erscheinen von Violante und Belfiore sowie die diplomatischen Künste Ramiros retten ihm am Ende doch noch Amt und Würde. Alle Liebespaare finden sich; die zwischenzeitlichen Verwirrungen lösen sich und machen den Weg frei für Freude und Versöhnung.

## Musik
Mozarts La finta giardiniera gehört der Gattung der Opera buffa an, innerhalb dieser folgt sie dem damals beliebten Typ der Opera semiseria (halbernste Oper). Entsprechend gibt es neben Buffa-Partien (Serpetta, Nardo, Podestà) auch halbernste Partien (Sandrina, Belfiore, Arminda) und sogar eine reine Seria-Partie (Ramiro). Dies spiegelt sich unmittelbar in der Musik wider: Serpetta und Nardo etwa erhalten reine Buffa-Arien, während die Arien des Ramiro und teilweise auch der Arminda und der Sandrina ebenso in einer Opera seria ihren Platz finden könnten. Daher ist die Musik insgesamt von großem Reichtum. Mozart zeigt sich hier als echter Meister der Opera buffa, der Sprung seit seiner letzten Buffa-Oper La finta semplice ist gewaltig. Zugleich weist die Musik schon über die zeitgenössische Buffa-Oper hinaus auf Meisterwerke wie Le nozze di Figaro und Don Giovanni (eine Arie der Sandrina im ersten Akt nimmt wörtlich eine Wendung der Susanna aus dem zweiten Akt des Figaro vorweg). Die ersten beiden Akte enthalten großangelegte, effektvolle Finali. Im zweiten Akt fasst Mozart das Finale mit mehreren vorhergehenden Arien und Rezitativen zu einer großen, die Grenzen der zeitgenössischen Nummernopern sprengenden Szene zusammen.

## Entstehung
Mozart schrieb diese Oper für den Münchner Fasching. Den Auftrag erhielt er wahrscheinlich (Annahme Robert Münster) von dem Münchner Intendanten Joseph Anton von Seeau. Mozart begann die Komposition wahrscheinlich schon im Herbst 1774, im Dezember 1774 reiste er gemeinsam mit seinem Vater Leopold nach München. Die Uraufführung fand am 13. Januar 1775 im Beisein von Kurfürst Maximilian III. Joseph in München statt. Es sangen Augustin Prosper Sutor (Don Anchise), Rosa Manservisi (Marchesa Violante Onesti), Johann Evangelist Walleshauser (Contino Belfiore), die Frau von Augustin P. Sutor (Arminda), der Soprankastrat Tommaso Consoli (Cavaliere Ramiro), Teresa Manservisi (Serpetta) und Giovanni Rossi (Roberto).